# 卒業TIME〜僕らのはじまり〜
『卒業TIME〜僕らのはじまり〜』（そつぎょうタイム・ぼくらのはじまり）は、日本の音楽デュオ・WaTが2006年3月1日にA&M RECORDSから発売した1枚目のオリジナルアルバムである。

## 内容
初のアルバム作品。
既発シングルの「卒業TIME」「僕のキモチ」「5センチ。」や、ストリートライブで既に披露されていた楽曲とメジャーデビュー以前から制作されていた未発表曲を含む11曲に、ボーナストラックを加えた全13曲が収録された。
ジャケットが異なる初回限定盤と通常盤の2形態で発売され、初回限定盤には36ページからなるフォトブックが同梱された。
オリコンチャート初登場2位を獲得。アルバムにおいてもトップ10入りを果たした。

## 収録曲
1. 僕のキモチ [5:48]
作詞・作曲：WaT
編曲：小松清人
ストリングスアレンジ：前嶋康明
メジャー1stシングルの表題曲。
2. 前進 [4:06]
作詞：WaT
作曲：WaT & 田中直樹
編曲：華原大輔
ホーンアレンジ：佐野聡
3. 卒業TIME [5:19]
作詞・作曲：WaT
編曲：小松清人
インディーズ1stシングルの表題曲。
4. Answer [4:55]
作詞：WaT
作曲：小池徹平
編曲：小松清人
5. 5センチ。 [4:53]
作詞・作曲：WaT
編曲：華原大輔
2ndシングルの表題曲。
6. はだか [5:04]
作詞・作曲：ウエンツ瑛士
編曲：前嶋康明
ウエンツ瑛士ソロ楽曲。
7. I will get a dream [4:10]
作詞・作曲：小池徹平
編曲：小松清人
小池徹平ソロ楽曲。後に自身出演の「ロート製薬アクネス」のCMソングとなった。
8. 夏日 [4:38]
作詞・作曲：小池徹平
編曲：小松清人
9. 道標 [3:45]
作詞：WaT
作曲：小池徹平
編曲：華原大輔
10. はじめの一歩〜約束〜 [4:05]
作詞・作曲：WaT
編曲：田辺恵二
11. オトナシ [5:43]
作詞：ウエンツ瑛士
作曲：小池徹平
編曲：前嶋康明
12. Wentz TIME [3:00]
作詞・作曲：WaT
編曲：小松清人
ボーナス・トラックで、「卒業TIME」のウエンツ瑛士ソロバージョン。アレンジは原曲と異なっている。
13. Teppei TIME [4:21]
作詞・作曲：WaT
編曲：小松清人
ボーナス・トラックで、「卒業TIME」の小池徹平ソロバージョン。アレンジは原曲と異なっている。

## 参加ミュージシャン
WaT
- ウエンツ瑛士：Vocal (#1〜6,8〜12)、Chorus (#1〜5,8〜11)、Electric Guitar (#2)、Bass (#4)、Tambourine (#8,11)
- 小池徹平：Vocal & Acoustic Guitar (#1〜5,7〜11,13)、Chorus (#1〜5,7〜11)Blues Harp (#2,3,5,7,13)

Support Musician
- 小松清人：Programming (#3,12,13)、All Instruments (#12)、Other Instruments (#3,13)、Electric Guitar & Acoustic Guitar (#7)
- 田代衛：Electric Guitar (#1,2,4,5,8,11)、Acoustic Guitar (#1,2,5,11)
- 井出泰彰：Acoustic Guitar (#3)
- 大澤拓也：Electric Guitar & Acoustic Guitar (#10)
- 前嶋康明：Acoustic Piano (#1,2,6,8,11)、Programming (#11)
- 田辺恵二：Keyboards & Programming (#10)
- 桜井正宏：Drums (#1,4)
- 加藤直史：Drums (#2,5,7,8)
- 華原大輔：Bass (#1,2,5,7,8,11)、Programming (#5,9)、Other Instruments (#9)
- 町田隆之：Bass (#10)
- 弦一徹ストリングス：Strings (#1,6)
- 佐々木史郎：Trumpet (#2)
- 佐野聡：Trombone (#2)
- 春名正治：Tenor Saxophone (#2)
- 園田凌士：Chorus (#1,2,5,7)
- ガヤリーマンズ：Chorus (#2)